# Girl Crazy (Hot Chocolate)
Girl Crazy is een nummer van de Britse soulband Hot Chocolate uit 1982. Het is de tweede single van hun zevende studioalbum Mystery.
Girl Crazy is een vrolijk nummer waarin soul- en popmuziek met elkaar gecombineerd worden. De ik-figuur in het nummer zet zichzelf neer als een meisjesgek die op zoek is naar een meisje dat gek is op jongens. Het nummer werd een hit op de Britse eilanden, in Duitsland en het Nederlandse taalgebied. In het Verenigd Koninkrijk bereikte het de 7e positie. In zowel de Nederlandse Top 40 als de Vlaamse Radio 2 Top 30 kwam het nummer op de 2e positie terecht.